# Bernard Brodie (Militärstratege)
Bernard Brodie (* 20. Mai 1910 in Chicago; † 24. November 1978 in Pacific Palisades) war ein US-amerikanischer Politikwissenschaftler und Militärstratege. Er gilt als „Architekt“ der US-Nuklearstrategie und wird als „Amerikanischer Clausewitz“ bezeichnet.

## Leben
Bernard Brodie war der Sohn des Obsthändlers Max Brodie und dessen Esther, geb. Bloch, die aus Russland in die USA eingewandert waren. Im Elternhaus wurde Jiddisch gesprochen. Er studierte Politikwissenschaften an der University of Chicago und legte 1932 das Bachelor-Examen ab. Nach seiner Heirat 1936 wurde er 1940 in der politikwissenschaftlichen Disziplin Internationale Beziehungen von der Universität Chicago promoviert. Anschließend war er Fellow am Institute for Advanced Study der Princeton University und Dozent am Dartmouth College. 1943 trat er in den Dienst der United States Navy Reserve. 1945 nahm er als technischer Experte der US-Delegation an der Gründungskonferenz der Vereinten Nationen in San Francisco teil. Im selben Jahr begann seine Karriere als Hochschullehrer und Militärstratege.
Brodie lehrte unter anderem an der Yale University und am National War College, war Assistent des Generalstabschef der US-Luftwaffe und von 1951 bis 1966 Mitarbeiter der RAND Corporation, für die er zahlreiche Strategiepapiere verfasste. Seit 1963 lehrte er als Professor an der University of California, Los Angeles, 1978 wurde er emeritiert.
Brodie zählte zu den Realisten in den internationalen Beziehungen. Sinn von Kernwaffen sei nicht, sie einzusetzen, sondern mit ihrem möglichen Einsatz zu drohen. Er war im Kalten Krieg ein Verfechter der Zweitschlagstheorie, nach der Abschreckung nur über die glaubhafte Androhung eines massiven Zweitschlags möglich ist.
1975 wurde Brodie in die American Academy of Arts and Sciences gewählt.

## Schriften (Auswahl)
- Sea power in the machine age. Major naval inventions and their consequences on international politics, 1814-1940. Princeton University Press, Princeton 1941.
- The absolute weapon. Yale institute of international studies, New Haven 1946.
- Implications of nuclear weapons in total war. Rand Corporation, Santa Monica 1957.
- Strategy in the missile age. Princeton University Press, Princeton 1959.
- Escalation and the nuclear option. Rand Corporation, Santa Monica 1965.
- mit Henry Kissinger: Bureaucracy, politics, and strategy. University of California, Los Angelese 1968.
- War and politics. Macmillan, New York 1973.